# Bolbelasmus horni
Bolbelasmus horni is een keversoort uit de familie cognackevers (Bolboceratidae). De wetenschappelijke naam van de soort werd in 1886 gepubliceerd door Thomas Rivers.